# Stictopelta fraterna
Stictopelta fraterna är en insektsart som beskrevs av Butler. Stictopelta fraterna ingår i släktet Stictopelta och familjen hornstritar. Inga underarter finns listade i Catalogue of Life.